# Łucznictwo na Letnich Igrzyskach Olimpijskich 1984
Łucznictwo na Letnich Igrzyskach Olimpijskich 1984 w Los Angeles zostało rozegrane w dniach od 8 do 11 sierpnia. Odbyły się dwie konkurencje indywidualne – kobiet i mężczyzn. W zawodach udział wzięło 109 łuczników (62 mężczyzn i 49 kobiet) z 35 państw.

## Medaliści
| Konkurencja             |                |                  |                  |
| ----------------------- | -------------- | ---------------- | ---------------- |
| Mężczyźni indywidualnie | Darrell Pace   | Richard McKinney | Hiroshi Yamamoto |
| Kobiety indywidualnie   | Seo Hyang-soon | Li Lingjuan      | Kim Jin-ho       |

## Tabela medalowa zawodów
| Poz.    | Państwo           |   |   |   | Łącznie |
| ------- | ----------------- | - | - | - | ------- |
| 1       | Stany Zjednoczone | 1 | 1 | 0 | 2       |
| 2       | Korea Południowa  | 1 | 0 | 1 | 2       |
| 3       | Chiny             | 0 | 1 | 0 | 1       |
| 4       | Japonia           | 0 | 0 | 1 | 1       |
| Łącznie | Łącznie           | 2 | 2 | 2 | 6       |